# Isognathus rimosa
Isognathus rimosa is een vlinder uit de familie van de pijlstaarten (Sphingidae). De wetenschappelijke naam van de soort werd in 1865 gepubliceerd door Augustus Radcliffe Grote.

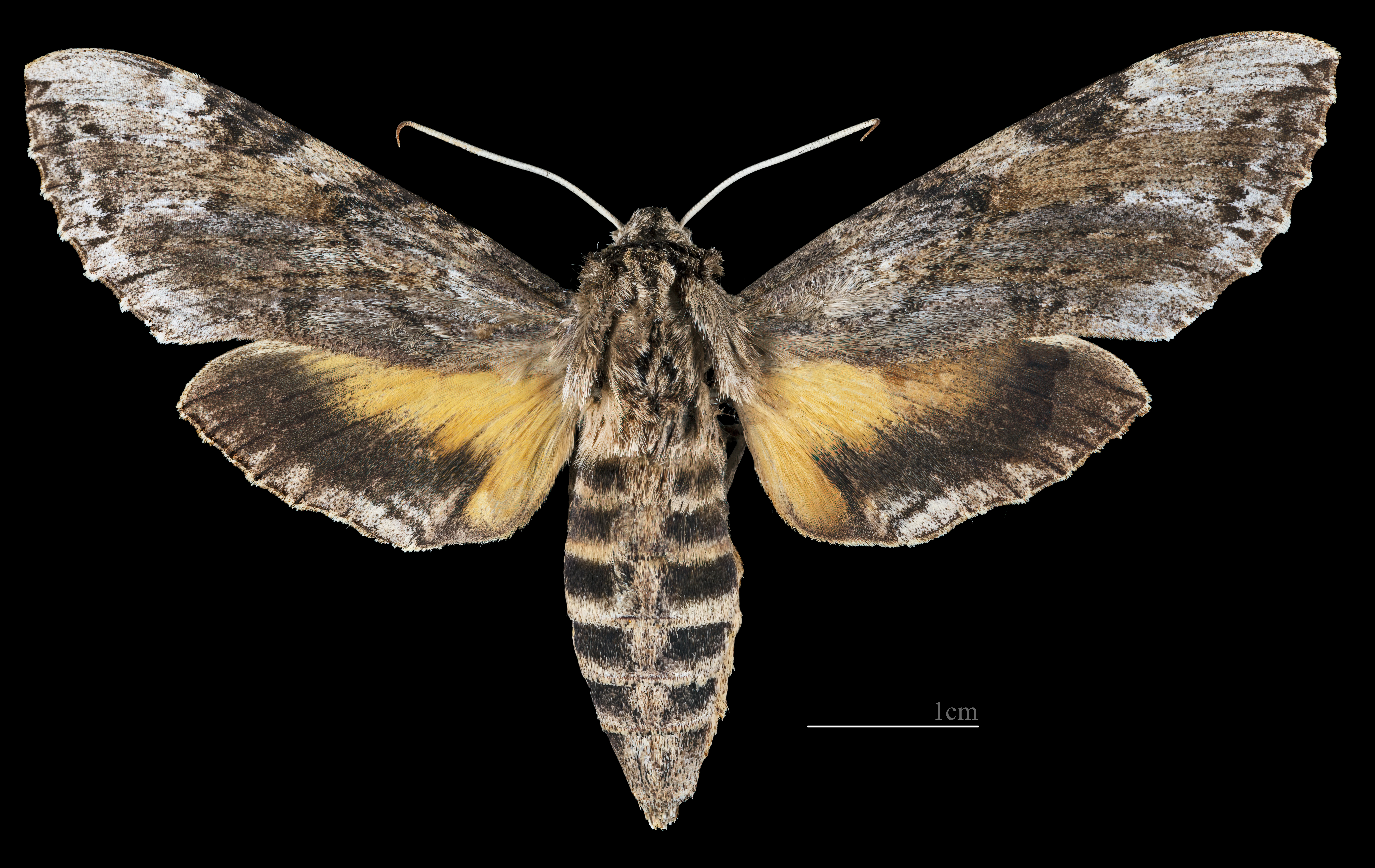
Isognathus rimosa rimosa  ♀
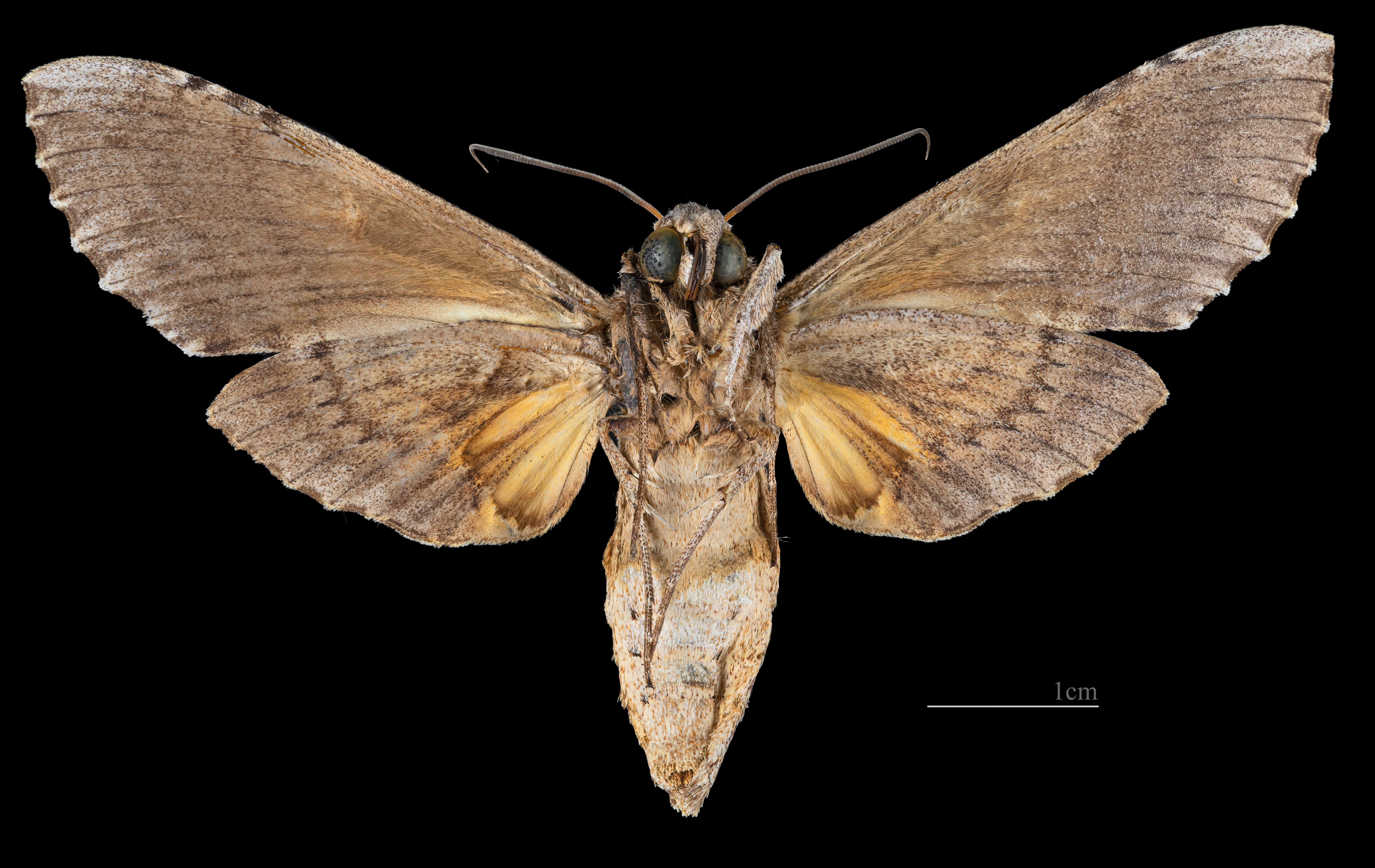
Isognathus rimosa rimosa  ♀ △

## Ondersoort
- Isognathus rimosa rimosa
- Isognathus rimosa inclitus Edwards, 1887
- Isognathus rimosa jamaicensis Rothschild & Jordan, 1915
- Isognathus rimosa molitor Rothschild & Jordan, 1915
- Isognathus rimosa papayae (Boisduval, 1875)
- Isognathus rimosa wolcotti Clark, 1922

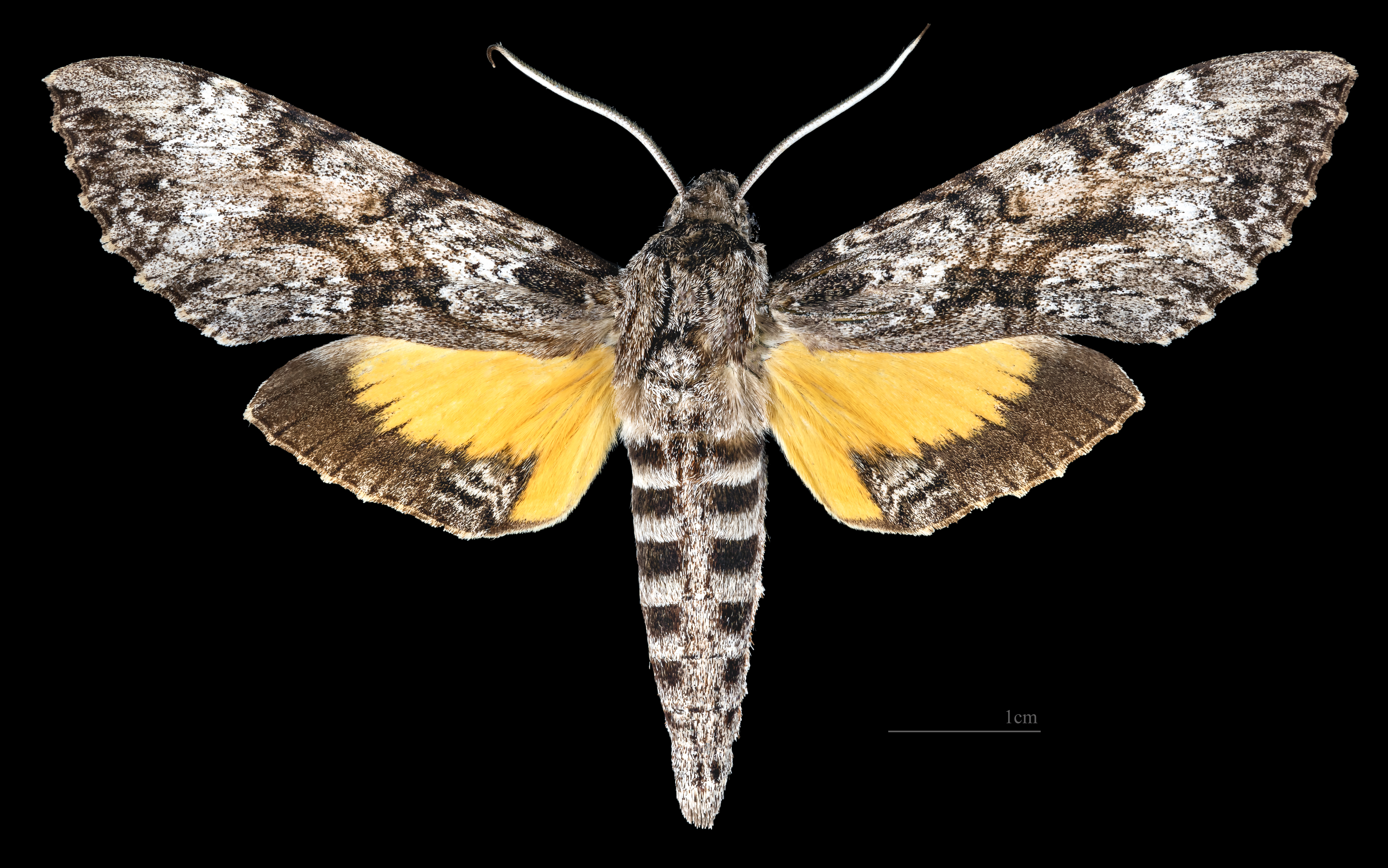
Isognathus rimosa inclitus  ♂
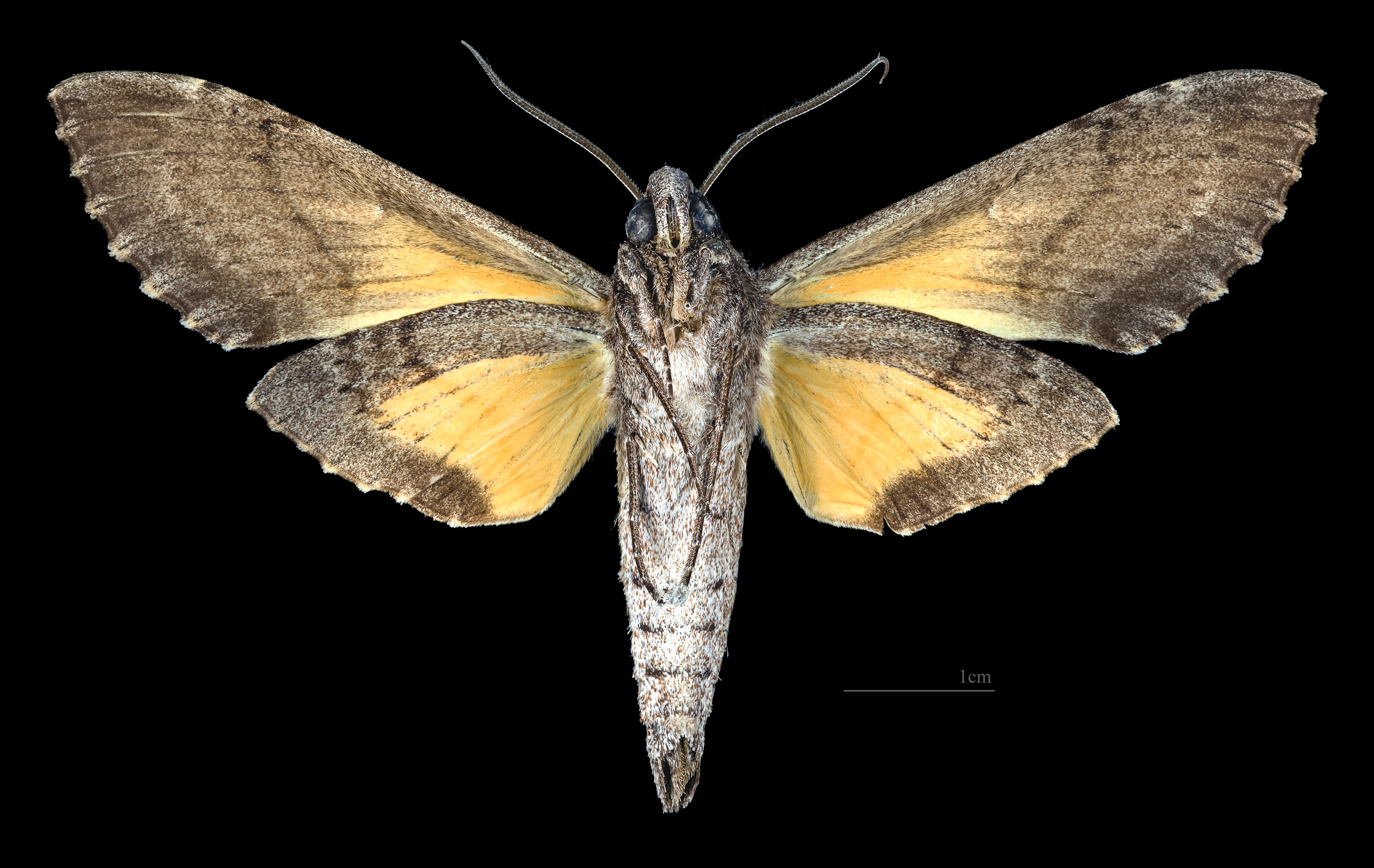
Isognathus rimosa inclitus ♂   △
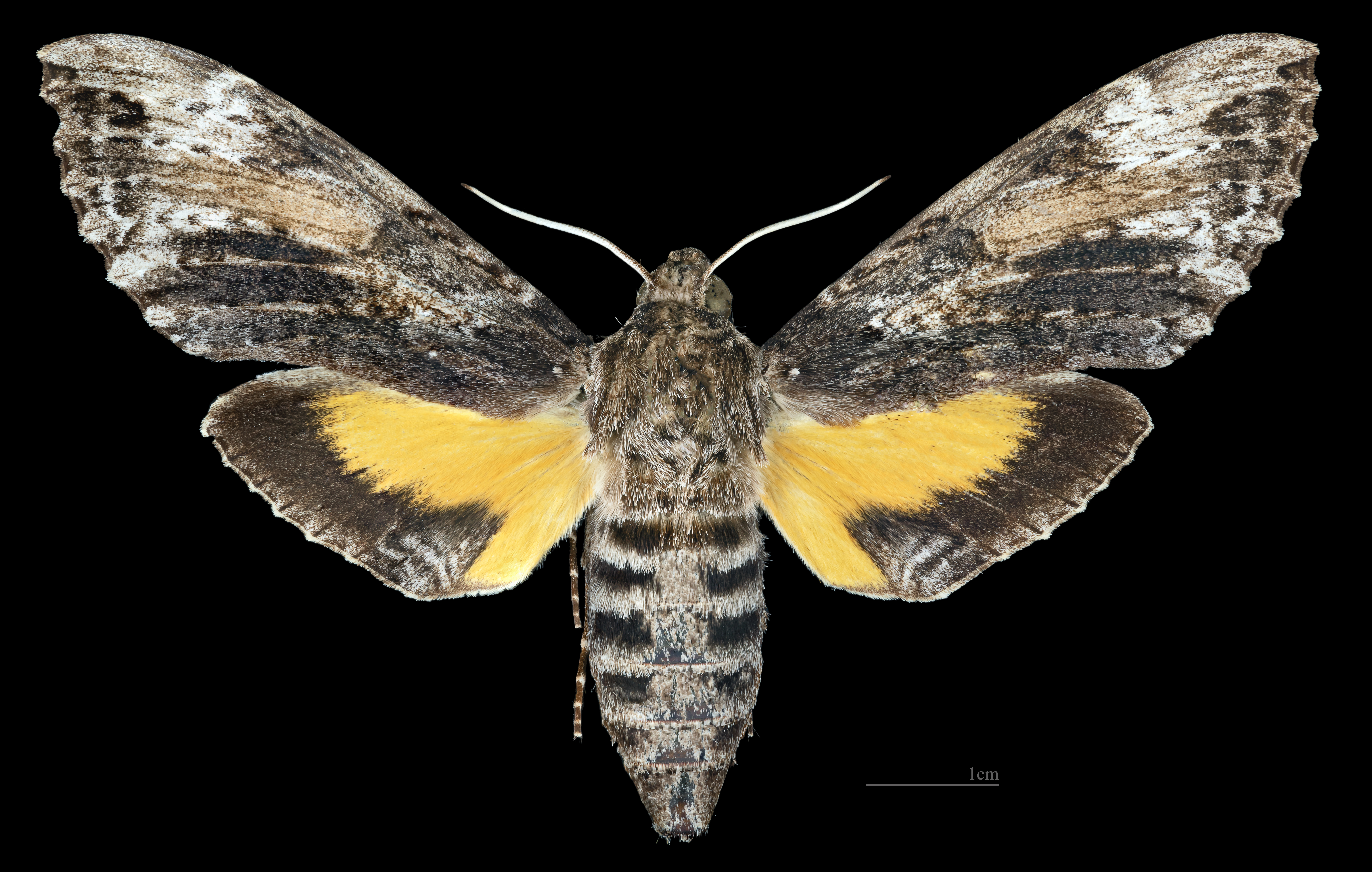
Isognathus rimosa inclitus   ♀
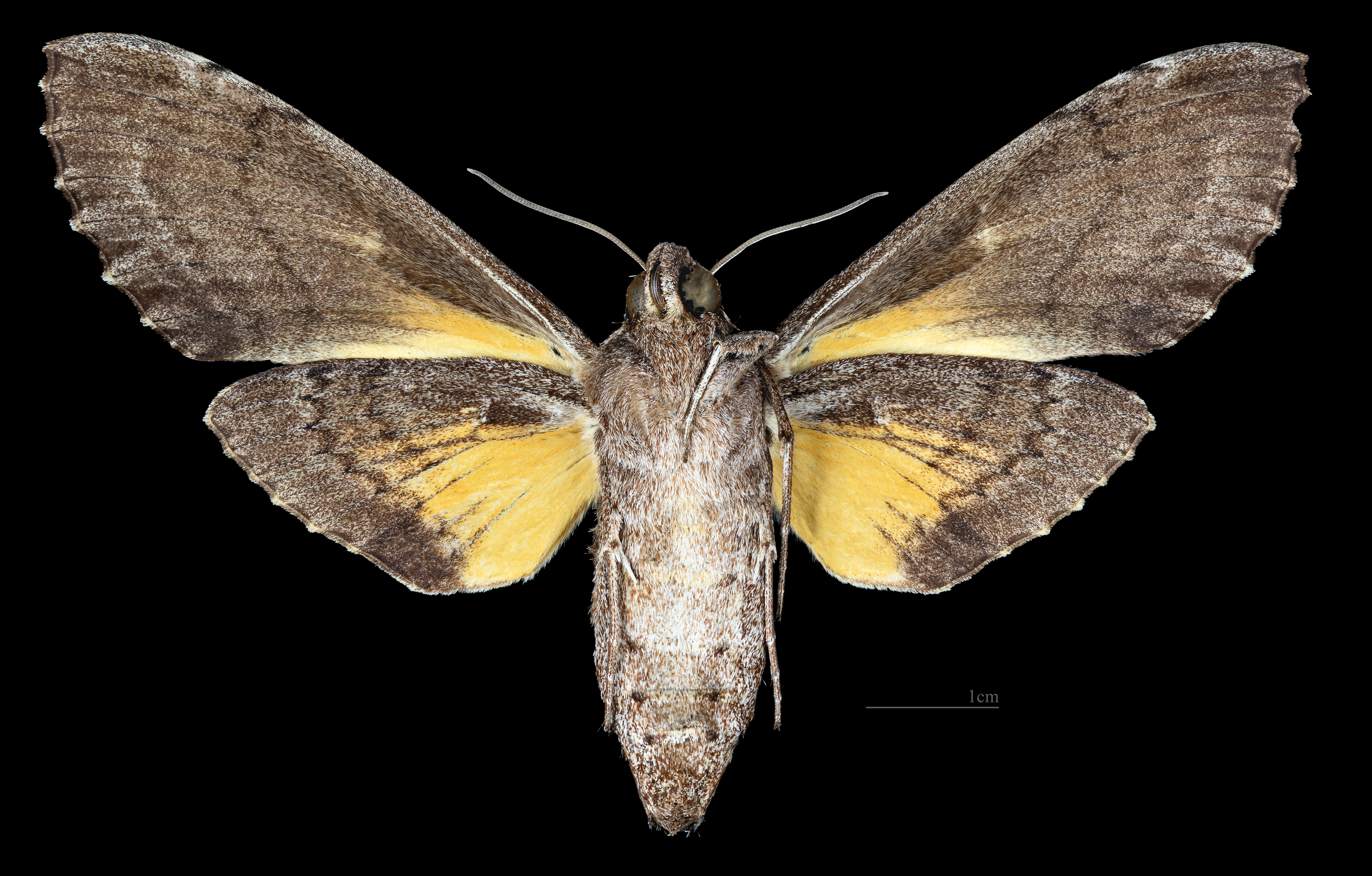
Isognathus rimosa inclitus  ♀ △

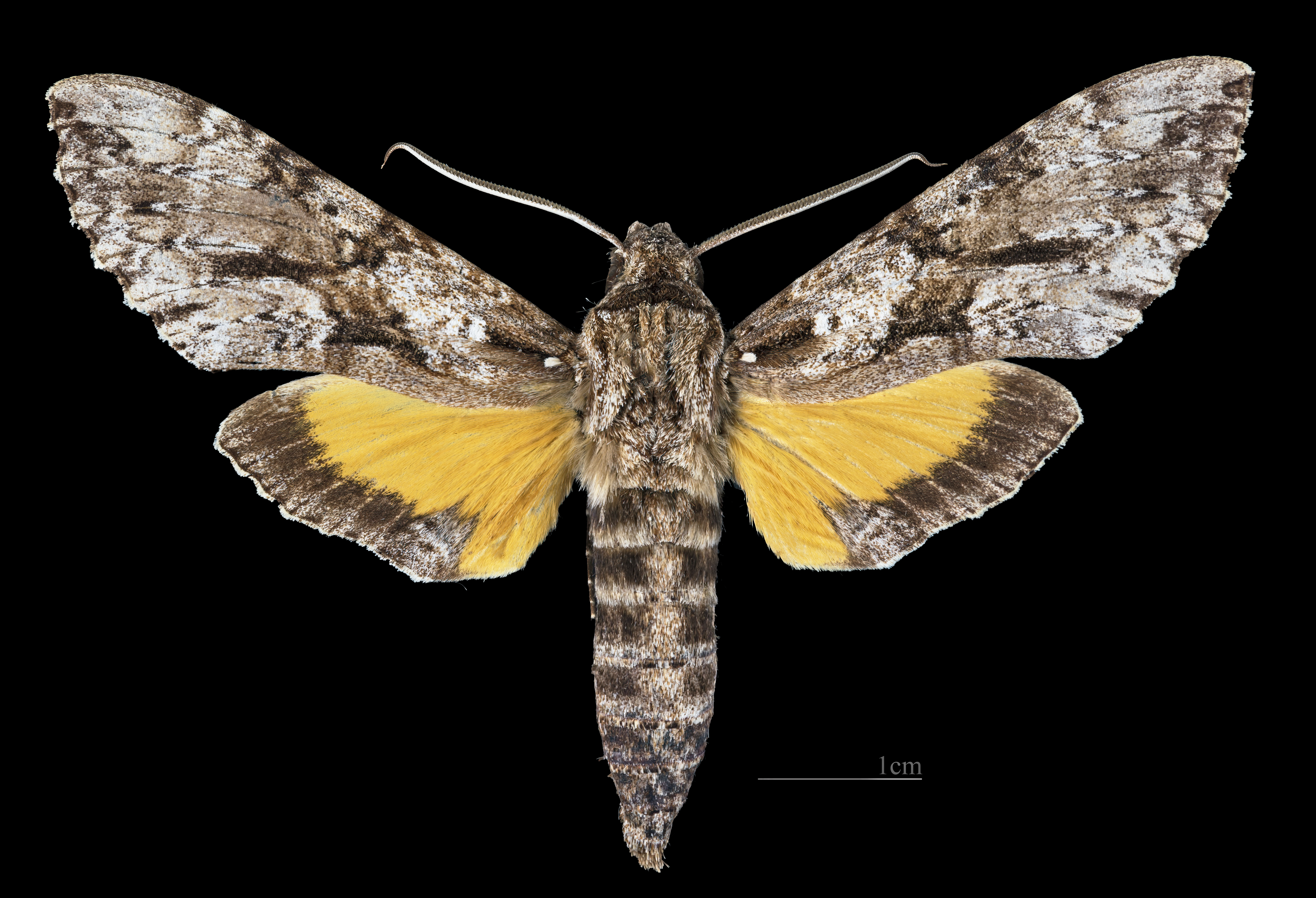
Isognathus rimosa papayae ♂
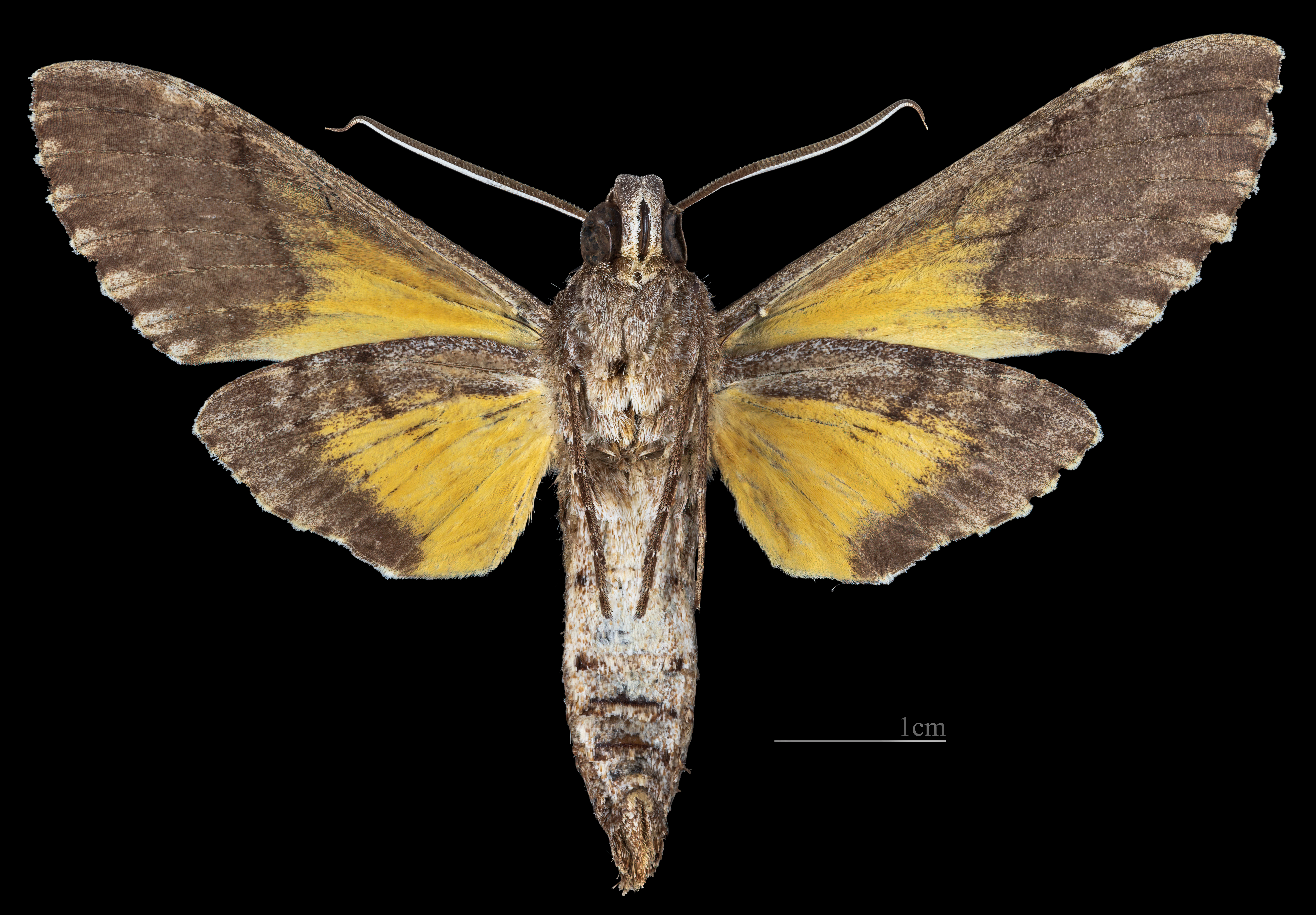
Isognathus rimosa papayae ♂ △
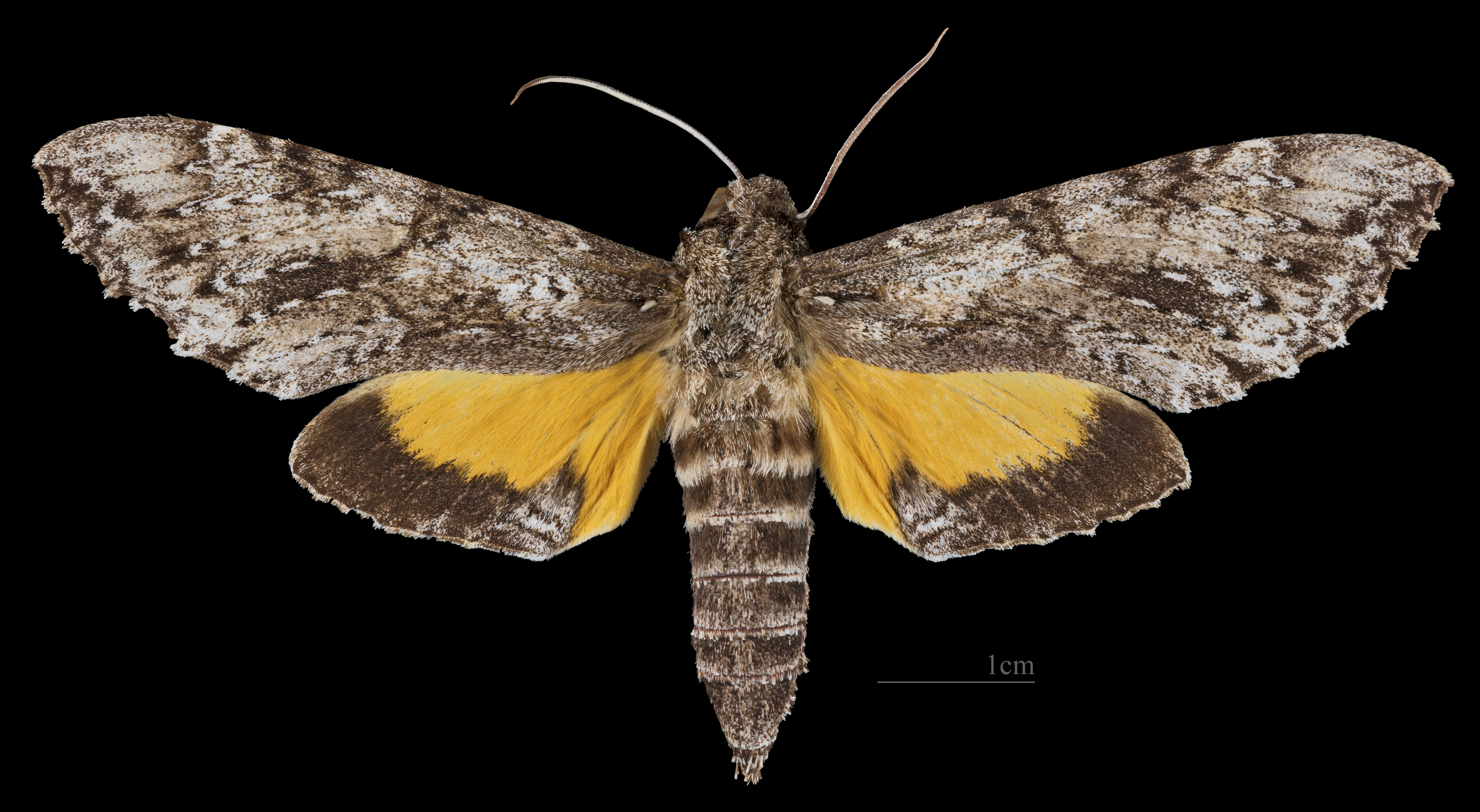
Isognathus rimosa papayae ♀
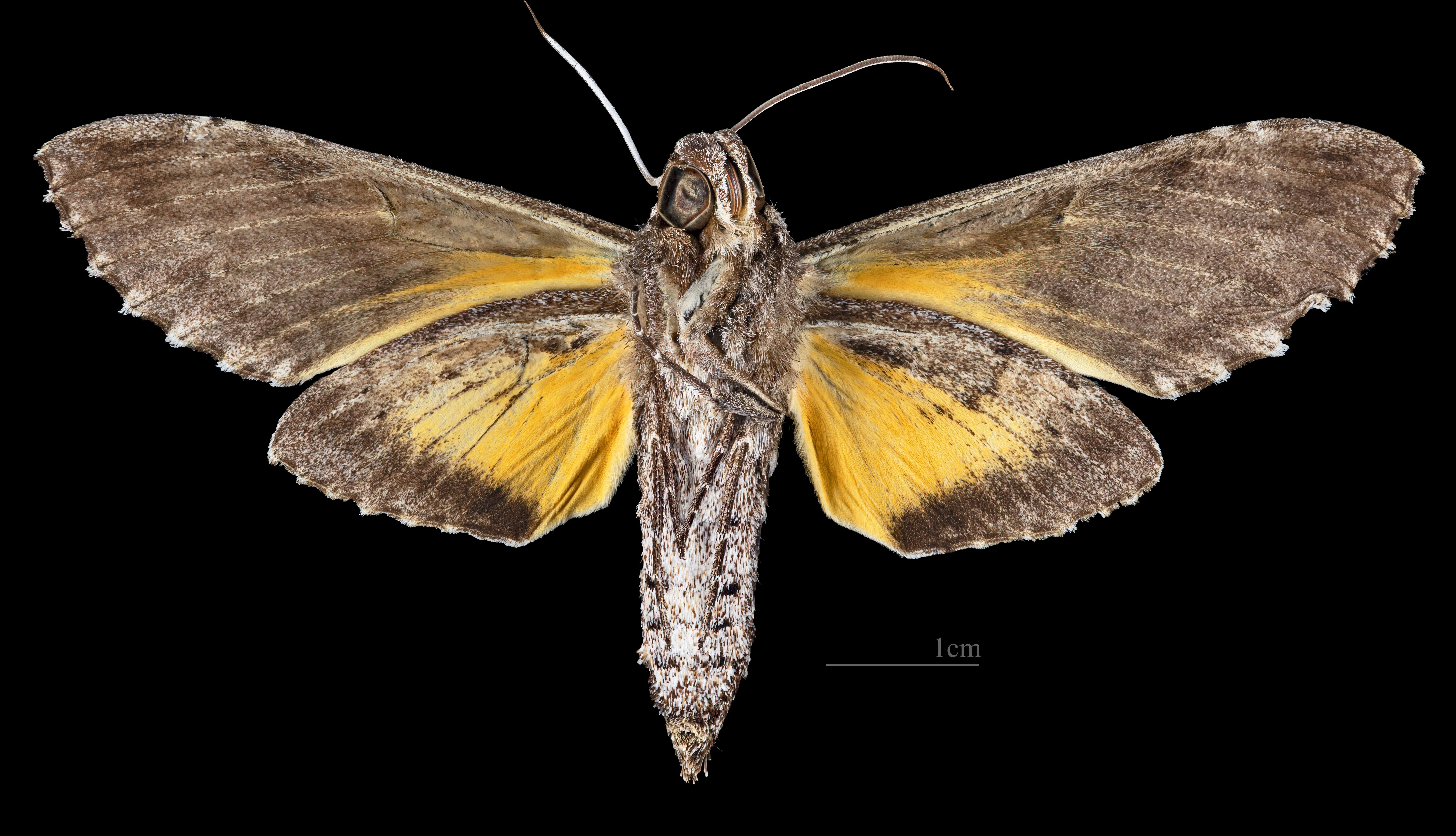
Isognathus rimosa papayae ♀ △